# Fyé
Fyé település Franciaországban, Sarthe megyében. Lakosainak száma 995 fő (2022. január 1.). Fyé Oisseau-le-Petit, Saint-Victeur, Chérisay, Gesnes-le-Gandelin, Rouessé-Fontaine, Saint-Ouen-de-Mimbré és Fresnay-sur-Sarthe községekkel határos.

## Népesség
A település népességének változása:
| Lakosok száma | 1001 | 1009 | 1050 | 992  | 980  | 979  | 981  | 982  | 995  |
|               | 2013 | 2015 | 2016 | 2017 | 2018 | 2019 | 2020 | 2021 | 2022 |